# 627 v. Chr.
Portal Geschichte | Portal Biografien | Aktuelle Ereignisse | Jahreskalender | Tagesartikel

◄ |
8. Jahrhundert v. Chr. |
7. Jahrhundert v. Chr. |
6. Jahrhundert v. Chr. |
►

◄ | 640er v. Chr. | 630er v. Chr. | 620er v. Chr. | 610er v. Chr. |
600er v. Chr. |
►

◄◄ | ◄ | 630 v. Chr. | 629 v. Chr. | 628 v. Chr. | 627 v. Chr. |
626 v. Chr. |
625 v. Chr. |
624 v. Chr. |
► |
►►

## Ereignisse

### Politik und Weltgeschehen

#### Europa
- Dorische Siedler aus Korinth und Korfu gründen die Kolonie Epidamnos (heute Durrës) im südlichen Illyrien.

#### Zwischenstromland
- Der von assyrischen Königen unterstützte Herrscher Babylons Kandalanu stirbt.
- Im Sommer zieht der General Nabopolassar  mit seinen Truppen nach Babylon und befreit die Stadt nach eintägigem Kampf von der assyrischen Besetzung.
- Die  Armee des assyrischen Königs Sîn-šarru-iškun zieht sich nach Assyrien zurück.
- Am 15. September[1] (12. Ululu: 14.–15. September) kommt das assyrische Heer in Akkad an. Der Tempel Šasanaku wird nach seiner Plünderung angezündet.
- Im Monat Tašritu (2. Oktober–1. November[1]) werden die Götterstatuen von Kiš nach Babylon gebracht.

#### Kaiserreich China
- In der Zeit der Frühlings- und Herbstannalen erobert und zerstört der chinesische Staat Qin den Staat Hua.

### Wissenschaft und Technik
- 21. Regierungsjahr des babylonischen Königs Kandalanu (627 bis 626 v. Chr.): 
  - Im babylonischen Kalender fällt das babylonische Neujahr des 1. Nisannu auf den 9.–10. April[1]; der Vollmond im Nisannu auf den 21.–22. April,[1] der 1. Tašritu auf den 2.–3. Oktober[1] und der 1. Araḫsamna auf den 1.–2. November[1].[2]

## Gestorben
- Aššur-etil-ilani, assyrischer König
- (oder 626 v. Chr.) Kandalanu, babylonischer König (* spätestens 666 v. Chr.)
- Sîn-šumu-līšir, assyrischer und babylonischer König